# ティンダ
座標: 北緯55度09分 東経124度44分 / 北緯55.150度 東経124.733度

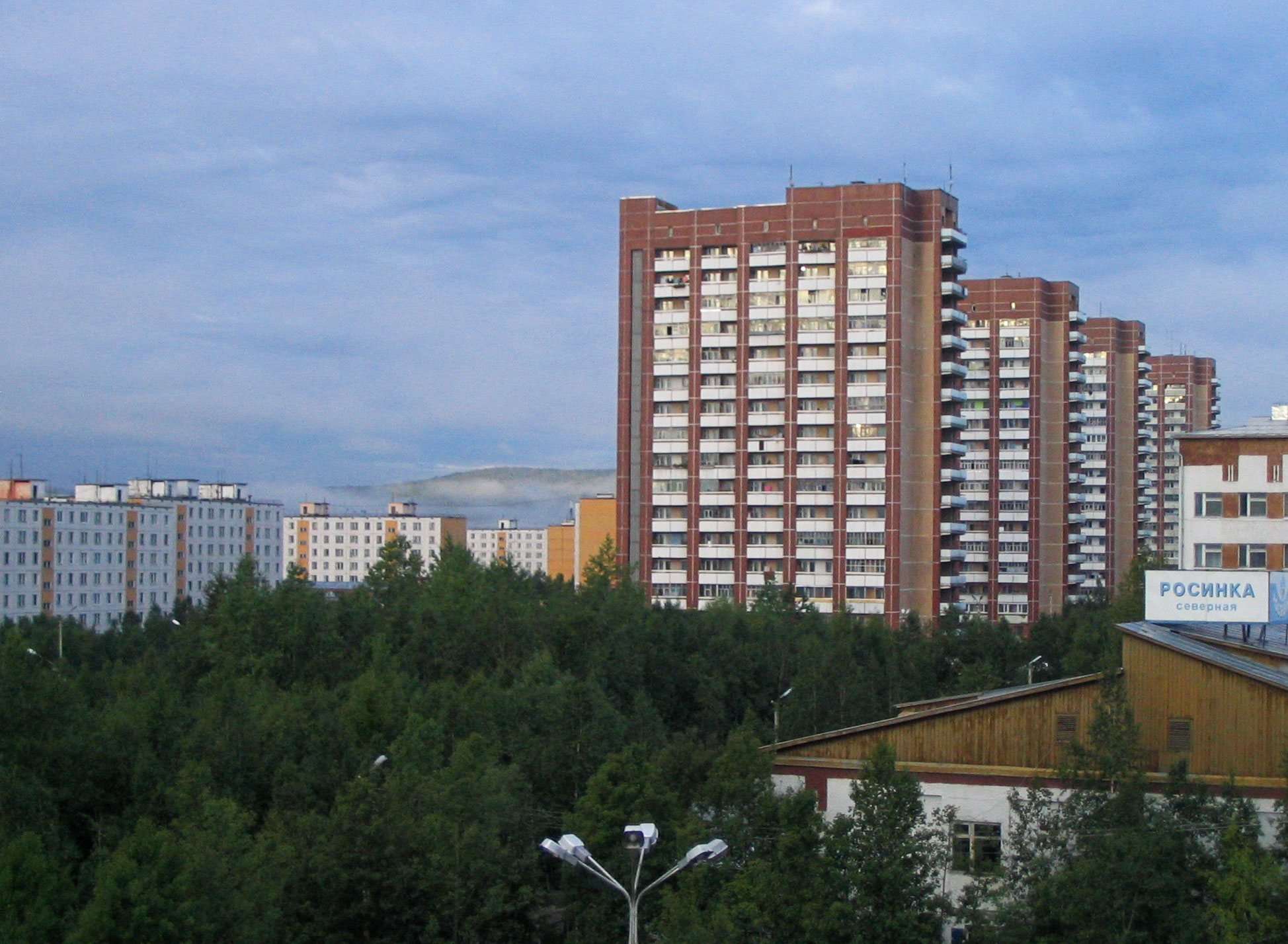
ティンダ市街地

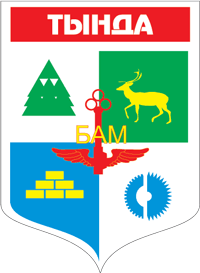
市章

ティンダ （トィンダとも、ロシア語: Тында、トゥイーンダ、Tynda） は、ロシア連邦のアムール州にある町。人口は2万8625人（2021年）。

## 概要
シベリア開発のための開拓地を始まりとし、バム鉄道建設により発展した比較的新しい都市であり、アムール州と接するサハ共和国への陸路の玄関口である。スタノヴォイ山脈の広大なタイガの森の中に位置しており、全体が盆地状のなだらかな丘陵地となっている。平地は少ないため集合住宅などの家屋は坂に沿って建てられている。木材資源に恵まれているため、この地域では林業も盛んに行われており、多くは中華人民共和国や朝鮮民主主義人民共和国から受け入れた労働者によって行われている。おもに原木のまま積出され、製材加工はあまり行われていない。
またこの街は東西に延びるバム鉄道と、シベリア鉄道から分岐する南からの支線（リトル・バム）の合流地点であり、すこし東側からは北へ延びるトンモートへの支線（アムール・ヤクーツク鉄道）もあり、それら4方向への起点として重要な役割を果たしている。車両基地や整備工場、保線基地、建設基地などの鉄道関連の職務に就く市民も多い。
シベリアの他の都市と同様、冬の寒さは厳しく、12月と1月は平均最低気温が氷点下30度を下回る一方、6月末から7月初めにかけては平均気温が25度ほどになり、30度を超えることも珍しくない。
歴史の浅い町であるため、観光地などはないが、ロシア正教の教会が近年立てられた。また、ロシアの多くの都市がそうであるように、新年のクリスマスイベントに向けて、雪像などが作られたり、街路樹にイルミネーションがともされたりしている。

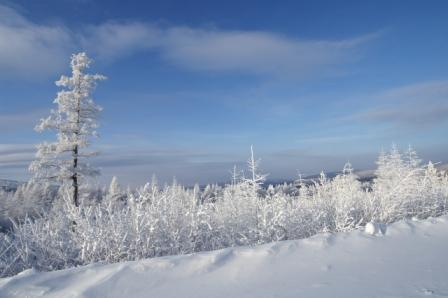
ティンダ近郊のタイガの森

## 歴史
1917年に最初の開拓が行われ、この地域を流れる川からティンダと名付けられた。その後1928年にはロシア・ソビエト社会主義共和国により労働集落として認められた。その頃は人口の多くはヤクーツクまでの道路を通すための工事に従事していた。その後1975年11月14日にバム鉄道工事による人口増加に伴い市に格上げされた。バム鉄道完成後は人口減少を続けている。

## 交通

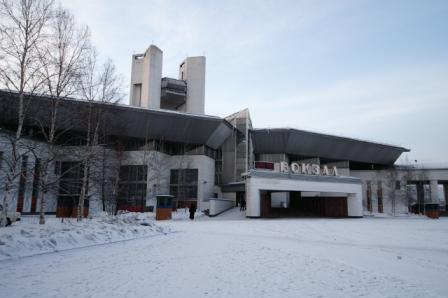
ティンダ駅舎

西シベリアを南北に貫く道路M-56号が町を通っている。この道路はサハ共和国ヤクーツク市のレナ川対岸まで続く幹線ではあるが、未舗装区間も多く、夏場は降雨の後はぬかるみが酷く通行に支障が出る場合も多い。冬場は凍結するが広大な樹氷の森の広がる美しい景色の中を走ることができる。
町の中心部には新しいガソリンスタンドが一軒ある。その他車の整備のための設備もあり、部品等も日本から直接買い入れた品物が流通している。この町も日本からの中古車が大変多い。
航空関係では、町の北方約20kmに2,000m級の滑走路一本を持つティンダ空港が存在する。主に小型機で近隣各都市を結んでいる。
前述のとおり鉄道の要衝であるため広大な駅が造られている。当駅始発モスクワ行きの直行列車があるほか、シベリア鉄道経由で州都ブラゴヴェシチェンスクやハバロフスクなどに向かう列車や、当駅を経由してノヴォシビルスクとサハ共和国ネリュングリを結ぶ列車などがある。バム鉄道を東へ向けて走る長距離列車はコムソモリスク・ナ・アムーレ行の普通列車一本しかない。その他、本数は少ないが近郊へ向かうローカル列車が各方面に出発する。
現在、ヤクーツクへ向けてのアムール・ヤクーツク鉄道（アヤム鉄道、АЯМ)）を建設中であり、ティンダからネリュングリを経てトンモトまでは部分開通している。開通すれば木材や石炭等の輸送力強化が期待できるが、レナ川架橋等の難問もあり、具体的な全通の目途は立っていない。しかし当局は2013年に全通させる意向である。

## 地理

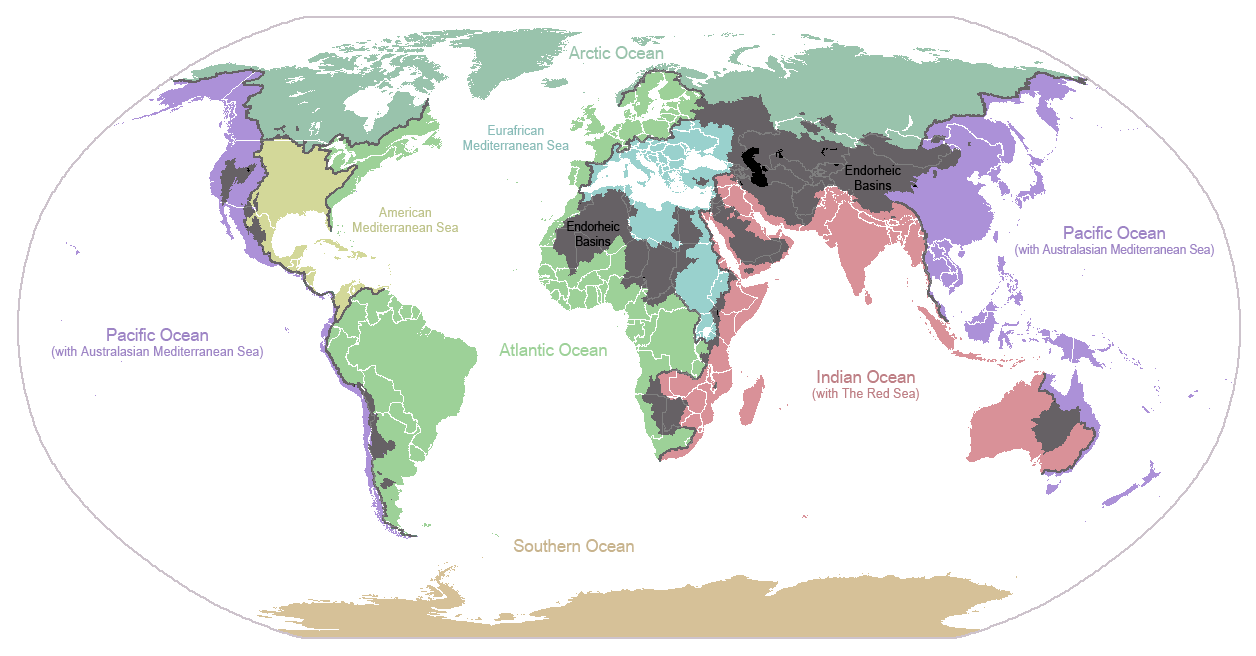
世界の分水界

この地域はスタノヴォイ山脈の海抜500メートルほどの高地に位置している。
町の中をゲトカン川とティンダ川が流れ、市街地の西側で合流した後、市街地の東側でギリュイ川と合流した後南東方向に流れ、ゼヤ川に注ぎ、アムール川の支流の一部を形成している。
この町から北に100km程のアムール州とサハ共和国の境界となる地域には、北極海に注ぐレナ川の支流アルダン川の源流となる谷がいくつもあるため、その付近の山脈には分水界があるものと思われる。

## 気候
ケッペンの気候区分で亜寒帯冬季少雨気候 (Dwc)に属する。
| ティンダの気候                   | ティンダの気候 | ティンダの気候 | ティンダの気候 | ティンダの気候 | ティンダの気候 | ティンダの気候 | ティンダの気候 | ティンダの気候 | ティンダの気候 | ティンダの気候 | ティンダの気候 | ティンダの気候 | ティンダの気候 |
| 月                               | 1月            | 2月            | 3月            | 4月            | 5月            | 6月            | 7月            | 8月            | 9月            | 10月           | 11月           | 12月           | 年             |
| -------------------------------- | -------------- | -------------- | -------------- | -------------- | -------------- | -------------- | -------------- | -------------- | -------------- | -------------- | -------------- | -------------- | -------------- |
| 最高気温記録 °C （°F）           | −3.8 (25.2)    | −0.5 (31.1)    | 12.4 (54.3)    | 25.3 (77.5)    | 34.0 (93.2)    | 35.2 (95.4)    | 37.2 (99)      | 34.4 (93.9)    | 28.2 (82.8)    | 20.2 (68.4)    | 6.2 (43.2)     | −5.0 (23)      | 37.2 (99)      |
| 平均最高気温 °C （°F）           | −23.0 (−9.4)   | −16.0 (3.2)    | −6.3 (20.7)    | 4.1 (39.4)     | 13.9 (57)      | 22.1 (71.8)    | 24.4 (75.9)    | 21.5 (70.7)    | 13.7 (56.7)    | 1.4 (34.5)     | −13.8 (7.2)    | −23.4 (−10.1)  | 1.55 (34.8)    |
| 日平均気温 °C （°F）             | −29.0 (−20.2)  | −23.8 (−10.8)  | −14.2 (6.4)    | −2.0 (28.4)    | 7.3 (45.1)     | 14.9 (58.8)    | 17.5 (63.5)    | 14.5 (58.1)    | 6.6 (43.9)     | −5.3 (22.5)    | −20.2 (−4.4)   | −28.6 (−19.5)  | −5.19 (22.65)  |
| 平均最低気温 °C （°F）           | −35.1 (−31.2)  | −32.0 (−25.6)  | −23.6 (−10.5)  | −10.1 (13.8)   | −0.7 (30.7)    | 6.7 (44.1)     | 10.1 (50.2)    | 7.2 (45)       | −0.3 (31.5)    | −12.6 (9.3)    | −26.9 (−16.4)  | −34.0 (−29.2)  | −12.61 (9.31)  |
| 最低気温記録 °C （°F）           | −50.0 (−58)    | −49.0 (−56.2)  | −42.2 (−44)    | −35.0 (−31)    | −12.8 (9)      | −3.9 (25)      | −1.1 (30)      | −6.0 (21.2)    | −15.0 (5)      | −32.5 (−26.5)  | −45.0 (−49)    | −48.9 (−56)    | −50 (−58)      |
| 降水量 mm （inch）               | 11.5 (0.453)   | 12.3 (0.484)   | 19.3 (0.76)    | 32.7 (1.287)   | 64.5 (2.539)   | 117.2 (4.614)  | 115.6 (4.551)  | 132.9 (5.232)  | 69.8 (2.748)   | 28.0 (1.102)   | 21.7 (0.854)   | 21.4 (0.843)   | 646.9 (25.467) |
| % 湿度                           | 75.2           | 68.1           | 62.4           | 58.3           | 59.1           | 66.4           | 74.9           | 77.9           | 72.5           | 71.2           | 76.6           | 76.2           | 69.9           |
| 出典：climatebase.ru (1948-2011) |                |                |                |                |                |                |                |                |                |                |                |                |                |

## 姉妹都市
- ワナッチー（アメリカ合衆国ワシントン州）